# Helicolenus lengerichi
Helicolenus lengerichi är en fiskart som beskrevs av Norman, 1937. Helicolenus lengerichi ingår i släktet Helicolenus och familjen kungsfiskar. Inga underarter finns listade i Catalogue of Life.